# Administración de Transición de las Naciones Unidas en Eslavonia Oriental, Baranya y Sirmia Occidental

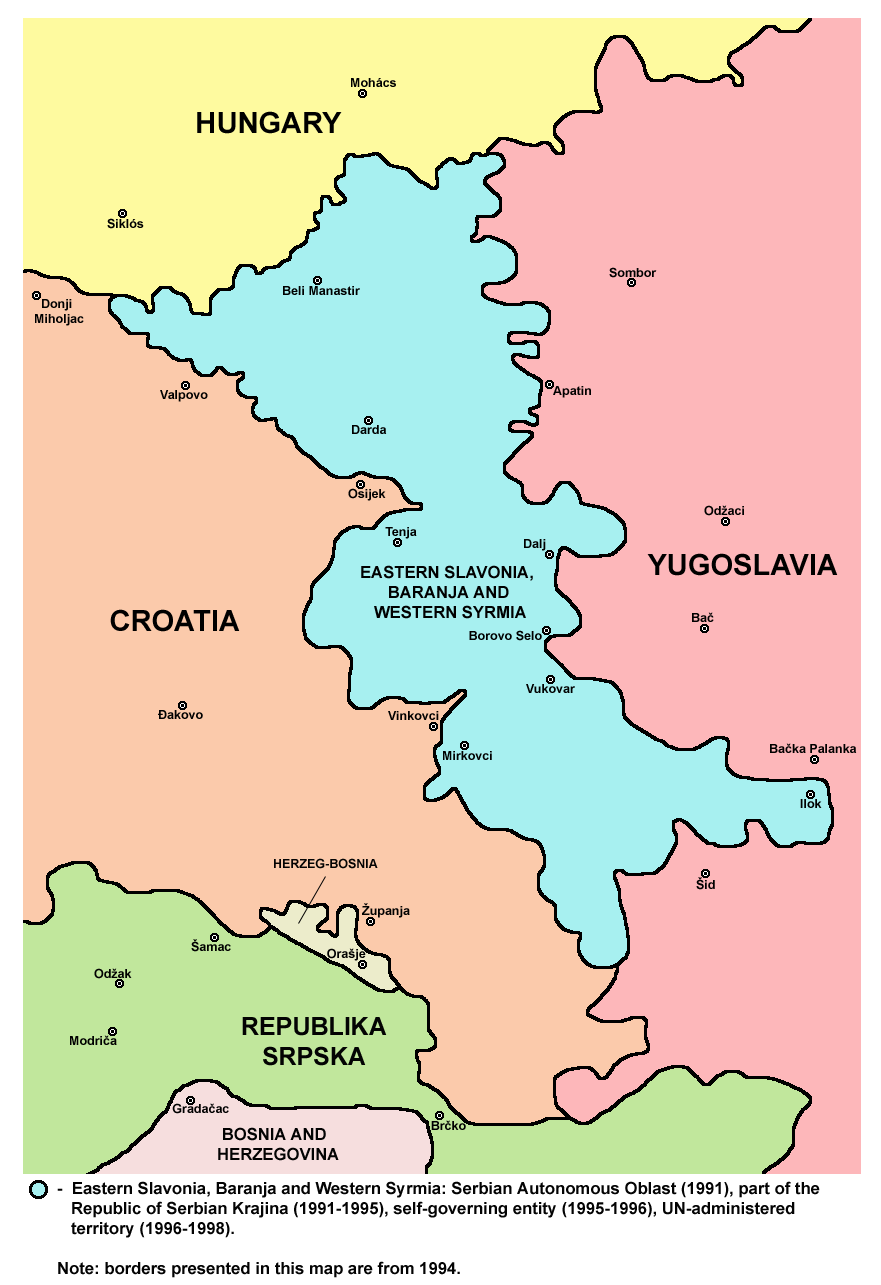
Mapa de Eslavonia del Este, Baranja y Sirmia del Oeste (Srem occidental), también conocida como Sirmium-Baranja Oblast

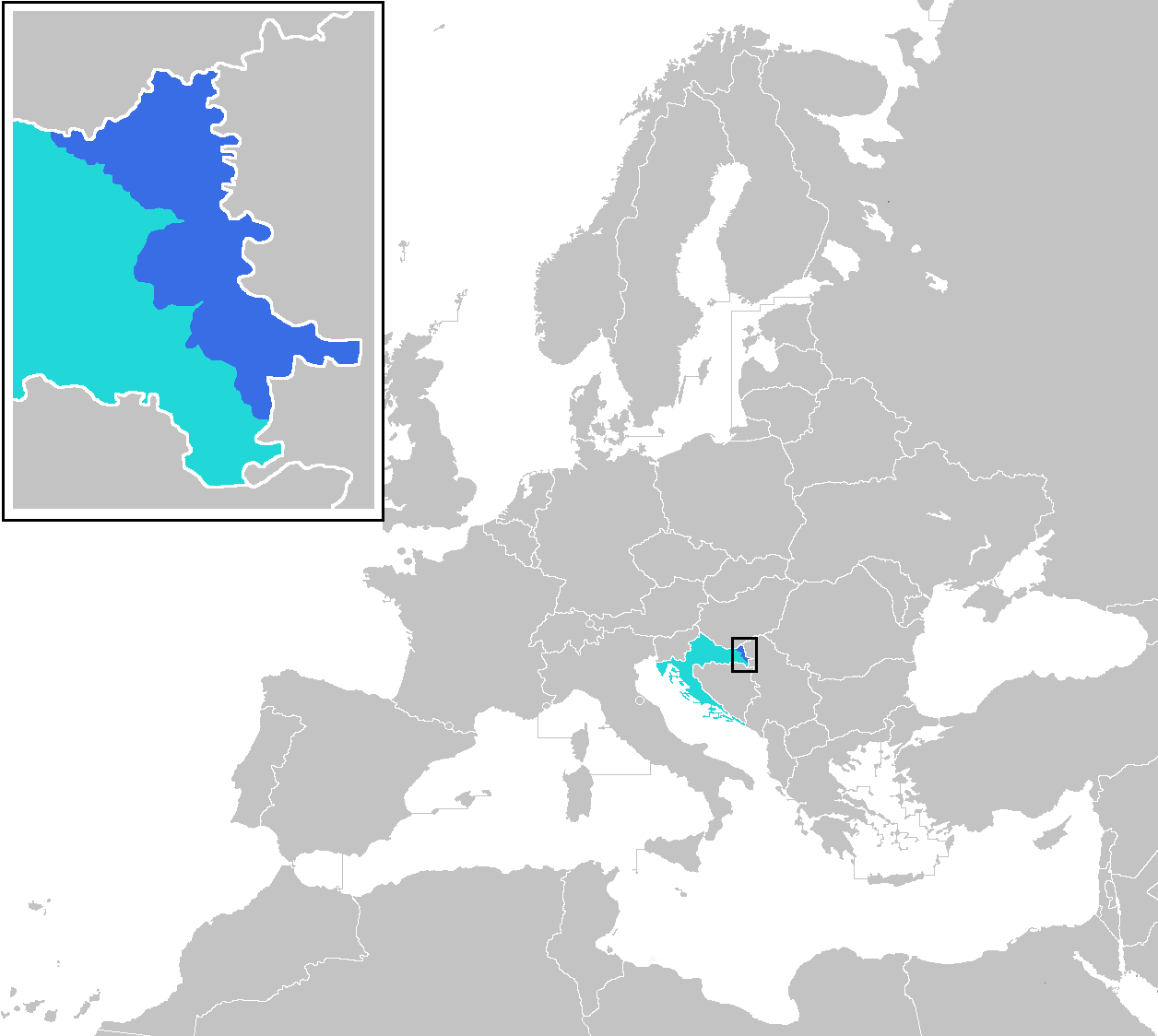

La Administración de Transición de las Naciones Unidas en Eslavonia Oriental, Baranya y Sirmia Occidental (UNTAES, por sus siglas en inglés) fue una misión de paz de Naciones Unidas en los territorios orientales de Croacia entre los años 1996 y 1998, establecida sobre la autoproclamada república de Eslavonia Oriental, Baranya y Sirmia Occidental.
Tras la Operación Tormenta en la mitad de 1995, la única parte que permaneció de la República Serbia de Krajina fue aquella cercana a la frontera con Serbia. El consiguiente Tratado de Dayton terminó la primera tanda de las guerras yugoslavas, y estableció el marco para la devolución a la jurisdicción croata de territorios en Eslavonia, Baranya y Sirmia.
La UNTAES fue coordinada por el acuerdo de Erdut entre el Gobierno de Croacia y los representantes de los serbios en la región. La misión comenzó el 15 de enero de 1996 y estaba concebida para durar al menos un año, durante el cual debían monitorizar la desmilitarización de estas regiones y asegurar una reintegración pacífica del territorio en Croacia. La misión tuvo un componente militar y civil; algo más de 4.800 soldados, 400 oficiales de policía y 99 observadores militares.
Se amplió el mandato por otro año más y terminó el 15 de enero de 1998. Un grupo de apoyo de 180 oficiales de policía civiles de Naciones Unidas permanecieron para vigilar el progreso de la policía croata y supervisar el regreso de los refugiados.